# Остін (Техас)
О́стін (англ. Austin) — місто (англ. city) в США, в округах Гейс, Тревіс і Вільямсон у південно-центральній частині штату Техас. Столиця штату й адміністративний центр округу Тревіс.
Населення — 961 855 осіб (2020). Остін є 4-м за чисельністю містом Техасу і 16-м у США (709 893 осіб за даними на 2006 рік). Центр політичної та адміністративної діяльності. В Остіні розташовується один з найбільших університетів США — Університет Техасу. Місто засноване в 1835 р. Названо на честь Стівена Ф. Остіна, одного із засновників незалежного Техаса.
Вважається, що за темпами розвитку місто належить до провідних у США.

## Історія
Нинішня територія округів Вільямсон і Тревіс, частиною якого є Остін, була заселена як мінімум з 9200-х років до н. е. Згідно з розкопками, які проводились між Джорджтаун і Фортом Худ, люди тут жили вже в епоху плейстоцену і були частиною культури Кловіс.

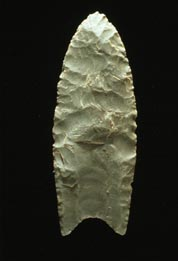
Наконечник, знайдений у районі Остіна, що належав культурі Кловіс приблизно 11500 років тому

Перед приходом європейців територію заселяло плем'я тонкава, проходили шляхи команчів і ліпанів.
На початку XIX століття неподалік теперішнього Остіна були побудовані два іспанських форти: Бастроп і Сан-Маркос. У 1830-х роках на місці Остіна було засноване село Ватерлоо (англ. Waterloo).
У 1835 році почалася війна за незалежність Техасу, результатом якої стало створення нової держави з власним президентом, конгресом і грошовою системою. У 1839 році в конгресі була сформована комісія для пошуку місця для нової столиці, яку назвуть на честь засновника Техасу Стівена Остіна. Другий президент Техасу Мірабо Ламар порекомендував звернути увагу на Ватерлоо та околиці, зазначивши красу горбистої місцевості. У підсумку було вирішено заснувати столицю саме в цьому місці і замість села Ватерлоо з'явилося місто Остін.
Ряд виграних зіткнень з команчами в 1840 році али змогу місту й околицям почати швидко розвиватися, був сформований округ Тревіс. Однак політичний опонент Ламара, перший і третій президент Техасу Сем Хьюстон, пославшись на атаки мексиканської армії на місто Сан-Антоніо, що розташоване зовсім близько до Остіна, переніс конгрес Техасу зі столиці. Це рішення також було підтримано багатьма жителями Х'юстона, яким доводилося подорожувати в Остін у державних справах. Після переїзду конгресу приблизно половина з 856 мешканців Остіна покинуло місто. У 1841 році під приводом загрози з боку індіанців і мексиканців, які, як і раніше, вважали територію Остіна своєю, була перенесена й столиця. У 1845 році четвертий президент Техасу Енсон Джонс і конгрес проголосували за повернення уряду й статусу столиці в Остін. Тоді ж було прийнято рішення про входження Техасу до складу Сполучених Штатів Америки.
Починаючи з середини XX століття, Остін є одним із найбільших мегаполісів Техасу, а наприкінці століття Остін почав розвиватися і як великий центр високих технологій у галузі напівпровідників і програмного забезпечення. Техаський університет став одним з найбільших у США.
З 1970-х років Остін також стає однією з найбільших музичних сцен у країні, багато в чому завдяки таким знаменитим артистам, як Віллі Нельсон, Стіві Рей Вон, народженим у цій місцевості. Пізніше статус центру музичної індустрії був підкріплений появою музичної телепрограми Остін Сіті Лімітс (Austin City Limits), однойменного фестивалю, а також фестивалем музики й кіно «Південно-південний захід» (South by Southwest, скорочено SXSW).

## Географія
Остін розташований у центральній частині штату Техас, на північний схід від Сан-Антоніо. Через місто проходить одна міжштатна магістраль — I-35. Висота коливається від 130 до 305 метрів над рівнем моря. За даними 2010 року місто займає територію приблизно 771,5 км², з яких близько 18 км² зайнято водою. Місто розташоване на річці Колорадо, на його території створено три штучних озера: озеро Леді Берд (Lady Bird Lake, раніше називалося Міським озером, Town Lake), озеро Остін (Lake Austin), а також озеро Вальтера Е. Лонга (Lake Walter E. Long). Крім цього, у межах міста знаходиться частина озера Тревіс (Lake Travis), включаючи дамбу Менсфілд (Mansfield Dam). Озера Тревіс, Леді Берд і Остін знаходяться на річці Колорадо. В результаті того, що в межах міста проходить розлом Балконес (Balcones Fault), територія сильно розрізняється в різних частинах міста.
Остін знаходиться на кордоні чотирьох екологічних зон і тому є оазою із сильно мінливим кліматом, характеристики якого містять ознаки пустелі, тропіків і вологих регіонів. Ці особливості також є причиною біологічного різноманіття, дана територія стала домом для багатьох видів тварин і рослин.
Ґрунти в районі Остіна варіюються від неглибоких шарів глини над вапняком на заході до важких глин на сході. Деякі з даних типів глин сильно набухають при контакті з водою і таким чином ускладнюють будівельні роботи в місті. Більшість глин багаті карбонатом кальцію.

### Клімат
В Остіні переважає вологий субтропічний клімат, який характеризується надзвичайно спекотним літом з переважанням вологих вітрів з Мексиканської затоки, а також м'якою зимою. У середньому в Остіні випадає 853,4 мм опадів на рік, більша частина — навесні. У цей час року досить часті сильні грози, але не торнадо. Як правило, в Остіні ясна або малохмарна погода, місто отримує майже 2650 годин сонячного світла на рік, або 60,3 % від можливого максимуму.
| Клімат Остіна                                    | Клімат Остіна | Клімат Остіна | Клімат Остіна | Клімат Остіна | Клімат Остіна | Клімат Остіна | Клімат Остіна | Клімат Остіна | Клімат Остіна | Клімат Остіна | Клімат Остіна | Клімат Остіна | Клімат Остіна |
| Показник                                         | Січ.          | Лют.          | Бер.          | Квіт.         | Трав.         | Черв.         | Лип.          | Серп.         | Вер.          | Жовт.         | Лист.         | Груд.         | Рік           |
| Абсолютний максимум, °C                          | 32,2          | 37,2          | 36,7          | 37,2          | 40,0          | 42,2          | 42,2          | 44,4          | 44,4          | 37,8          | 32,8          | 32,2          | 44,4          |
| Середній максимум, °C                            | 15,7          | 18,4          | 22,5          | 26,1          | 29,3          | 32,7          | 35,0          | 35,3          | 32,3          | 27,4          | 21,2          | 16,8          | 26,1          |
| Середня температура, °C                          | 10,1          | 12,6          | 16,7          | 20,2          | 23,9          | 27,2          | 29,0          | 29,2          | 26,4          | 21,4          | 15,4          | 11,2          | 20,3          |
| Середній мінімум, °C                             | 4,4           | 6,7           | 10,5          | 14,2          | 18,6          | 21,7          | 23,0          | 22,9          | 20,4          | 15,4          | 9,6           | 5,5           | 14,4          |
| Абсолютний мінімум, °C                           | −18,9         | −18,3         | −7,8          | −1,1          | 4,4           | 10,6          | 13,9          | 14,4          | 5,0           | −1,1          | −6,7          | −15,6         | −18,9         |
| Норма опадів, мм                                 | 48            | 50.5          | 54.4          | 63.8          | 127.8         | 96.8          | 50            | 58.7          | 73.9          | 100.8         | 68.1          | 62            | 854.7         |
| ------------------------------------------------ | ------------- | ------------- | ------------- | ------------- | ------------- | ------------- | ------------- | ------------- | ------------- | ------------- | ------------- | ------------- | ------------- |
| Джерело: Національний центр даних про клімат США |               |               |               |               |               |               |               |               |               |               |               |               |               |

## Демографія
Згідно з переписом 2010 року, у місті мешкало 790 390 осіб у 324 892 домогосподарствах у складі 168 582 родин. Густота населення становила 1000 осіб/км². Було 354241 помешкання (448/км²).
За кількістю жителів Остін трохи поступається Сан-Франциско, канадській Оттаві та англійському Лідсу, але перевершує Аляску.
Расовий склад населення:
| - 48,7 % білих людей (включаючи іспаномовних: 68,3 %) - 35,1 % латиноамериканців і іспаномовних (29,1 % мексиканців, 0,5 % пуерто-ріканцев, 0,4 % кубинців, 5,1 % інших) - 8,1 % афроамериканців - 6,1 % азіатів (1,9 % індійців, 1,5 % китайців, 1 % в'єтнамців, 0,7 % корейців, 0,3 % філіппінців, 0,2 % японців і 0,8 % інших) - 0,9 % американських індіанців - 0,1 % гавайців і мешканців островів Тихого океану - 3,4 % людей двох чи більше рас |

За віковим діапазоном населення розподілялося таким чином: 22,2 % — особи молодші 18 років, 70,8 % — особи у віці 18—64 років, 7,0 % — особи у віці 65 років та старші. Медіана віку мешканця становила 31,0 року. На 100 осіб жіночої статі у місті припадало 102,3 чоловіків; на 100 жінок у віці від 18 років та старших — 101,7 чоловіків також старших 18 років.
Середній дохід на одне домашнє господарство становив 82 599 доларів США (медіана — 57 689), а середній дохід на одну сім'ю — 102 235 доларів (медіана — 73 928). Медіана доходів становила 47 436 доларів для чоловіків та 41 576 доларів для жінок. За межею бідності перебувало 18,0 % осіб, у тому числі 25,4 % дітей у віці до 18 років та 9,2 % осіб у віці 65 років та старших.
Цивільне працевлаштоване населення становило 490 632 особи. Основні галузі зайнятості: освіта, охорона здоров'я та соціальна допомога — 20,7 %, науковці, спеціалісти, менеджери — 16,6 %, мистецтво, розваги та відпочинок — 11,5 %, роздрібна торгівля — 10,3 %.

## Економіка
Остін є найбільшою складовою міської агломерації Великий Остін, внутрішній валовий продукт якої в 2010 році склав 86 мільярдів доларів США. Місто вважається одним з найбільших центрів високих технологій США. Щорічно тисячі випускників зі спеціальностями інженерів та комп'ютерних фахівців з Техаського університету поповнюють компанії, що займаються технологіями та захистом. Ціни на житло в метрополії набагато нижче, ніж у Кремнієвій долині, але помітно вище цін в інших районах Техасу. У результаті великої концентрації високотехнологічних компаній, Остін помітно постраждав від краху доткомів. Найбільшими роботодавцями в Остіні є незалежний шкільний округ Остіна, місто Остін, Dell, федеральний уряд США, Freescale Semiconductor (компанія відокремилася від Motorola в 2004 році), IBM, групи компаній у сфері охорони здоров'я St. David's Healthcare Partnership і Seton Family of Hospitals, штат Техас, Техаський університет в Сан-Маркосі, Техаський університет в Остіні. Також у місті розташовуються офіси багатьох хайтек-компаній: 3M, Apple Inc., Amazon / AWS, AMD, Applied Materials, ARM, Buffalo Technology, Cirrus Logic, Cisco Systems, Bioware, Blizzard Entertainment, eBay / PayPal, Facebook, Google, Hewlett-Packard, Hoover's, Hostgator, Intel, National Instruments, Nvidia, Oracle Corporation, Samsung Group, Silicon Laboratories, і United Devices. Переважання високотехнологічних компаній призвело до назви регіону — Кремнієві пагорби, а також сприяло його розвитку й зростанню. Рейс між Остіном і Сан-Хосе, де розташовується Кремнієва долина, свого часу називався «nerd bird» (птах для розумників).
Остін також розвивається як центр фармацевтики й біотехнологій. У місті нараховується 85 компаній даного профілю. Аналітичний центр Milken Institute поставив Остін на 12 місце в списку центрів біотехнологій і біонауки в США. У місті розташовані такі компанії, як Hospira, Pharmaceutical Product Development, ArthroCare.
В Остині заснована крупна міжнародна мережа магазинів високоякісних продуктів Whole Foods Market, що спеціалізується на натуральній, органічній і місцевій їжі.
Інші великі компанії, що базуються в Остіні: Dimensional Fund Advisors, EZCorp, Forestar Group, GSD&M, Goldsmith, Keller Williams Realty, National Western Life, Sweet Leaf Tea Company і Temple-Inland.

## Культура та мистецтво
Девіз «Зберігайте Остін незвичайним» (Keep Austin Weird) в останні роки став справжнім хітом, цей напис можна прочитати практично на будь-якому сувенірі в місті. Рекламне гасло закликає не лише підкреслити оригінальність та різноманітність Остіна, але і допомогти місцевому бізнесові. Згідно з книгою «Незвичайне місто», що вийшла 2010 року, авторство фрази належить бібліотекареві місцевого коледжу (Austin Community College) Редові Вассенічу та його дружині, Карен Павелко, які були стурбовані «швидким зануренням міста в комерцію та занадто швидку забудову». Незважаючи на те, що з того часу девіз використовувався в багатьох різних ситуаціях та сенсах, він як і раніше є головним для тих, хто стурбований швидким зростанням та безвідповідальною забудовою міста. Історія Остіна багата на протести містян проти проектів, які погіршували навколишнє середовище, руйнували культурні пам'ятники або природний ландшафт місцевості.
З досліджень компанії Нільсен (Nielsen) випливає, що повнолітні жителі Остіна активніше, ніж їх однолітки в інших метрополіях, читають та пишуть у блогах. Також, жителі Остіна використовують інтернет інтенсивніше, ніж де-небудь ще в Техасі. Журнал «Гроші» (Money) двічі розміщував Остін у списку найкращих великих міст для проживання: 2006 року на другому місці та в 2009 на третьому, а пошукова система MSN визнала Остін найзеленішим містом. Як вказує журнал «Подорожі та дозвілля» (Travel & Leisure), в Остіні проживають найкращі люди як індивідуальності так і як мешканці міста.

### Музика

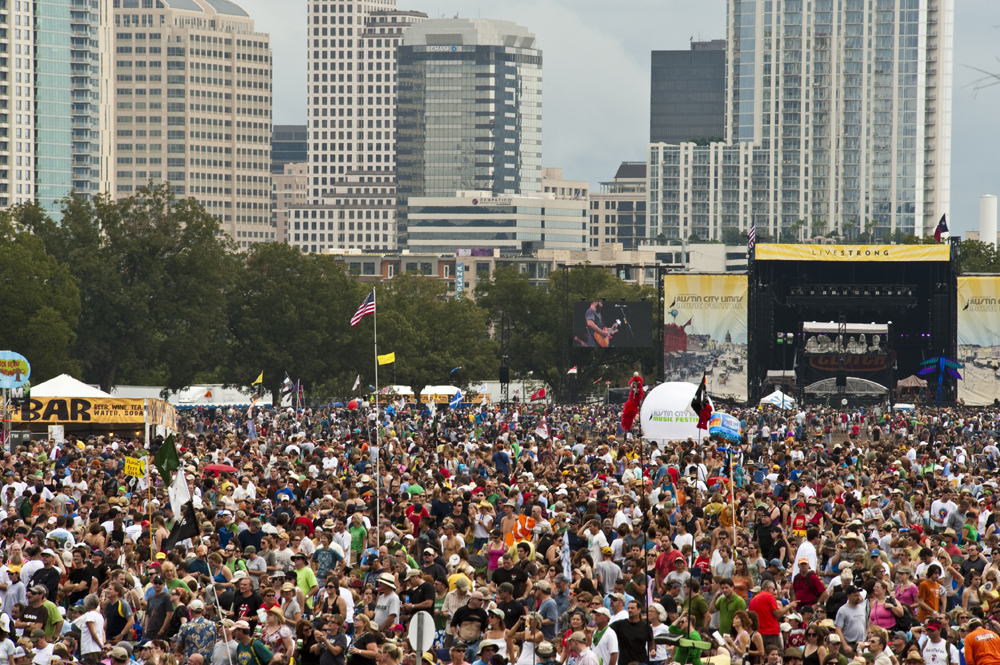
Фестиваль Austin City Limits, 2009 рік

### Кіно
У місті проходить щорічний фестиваль кіно, участь у якому беруть багато режисерів з усіх куточків світу. 2004 року журнал МувіМейкер (MovieMaker) назвав Остін найкращим містом для проживання та створення фільмів.

### Спорт

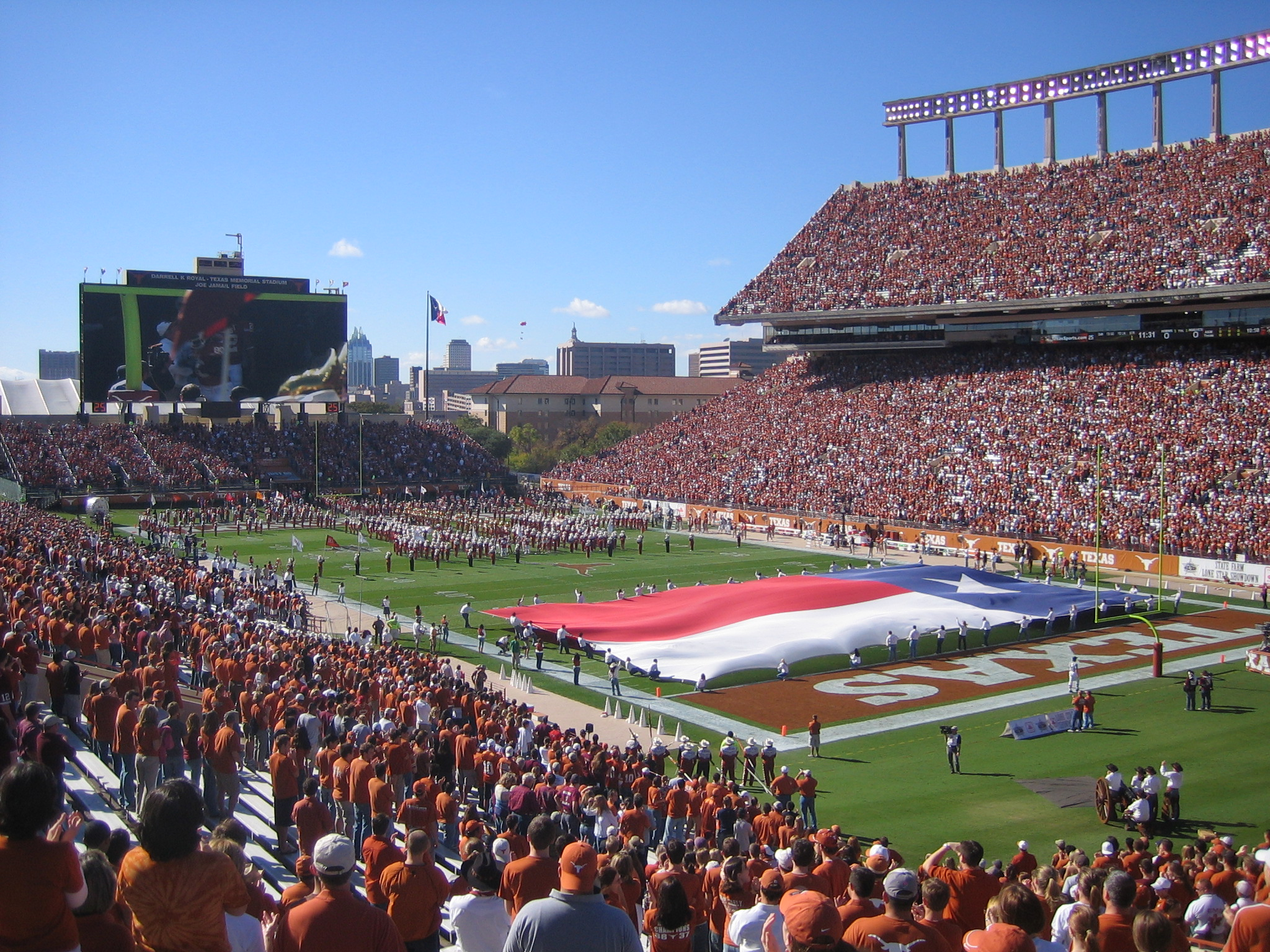
Домашній стадіон футбольної команди Texas Longhorns — Darrell K Royal-Texas Memorial Stadium

## Транспорт
Серед всіх працюючих в Остіні людей 73 % їздять на роботу одні, в автомобілі, 10 % утворюють кар-пул, 6 % працюють з дому, 5 % добираються до роботи на автобусі, 2 % пішки і 1 % — за допомогою велосипеда.

## Освіта
Дослідники з Університету Центрального Коннектикуту в 2008 році назвали Остін 16-м за освіченістю містом США. Громадська бібліотека Остіна оперує кількома відділеннями по місту, а бібліотека Техаського університету в Остіні вважається сьомою найбільшою бібліотекою в країні. Остін названий найкращим університетським містом Америки за результатами голосування на каналі Travel. Більше 43 % жителів міста старше 25 років мають ступінь бакалавра, а 16 % мають повну вищу освіту. Показник по бакалаврам є восьмим серед великих метрополій США.

## Уродженці
- Захарі Скотт (1914—1965) — американський актор
- Дебні Коулмен (*1932) — американський актор
- Скотт Макклеллан (* 1968) — колишній прессекретар Білого дому (2003—2006) під час президентства Джорджа В. Буша.

## Міста-побратими
- Олд-Орлу (англ. Old Orlu), Нігерія
- Кобленц (нім. Koblenz), Німеччина
- Масеру (англ. Maseru), Лесото
- Ліма (ісп. Lima), Перу
- Аделаїда (англ. Adelaide), Австралія
- Кванмен (кор. 광명시), Південна Корея
- Сальтільйо (ісп. Saltillo), Мексика
- Ойта (яп. 大分市), Японія
- Тайчжун (кит.: 臺中), Тайвань
- Сішуанбаньна-Дайська автономна префектура (кит. трад. 西雙版納, спр. 西双版纳, піньїнь Xīshuāngbǎnnà, тай. สิบสองปันนา), Китай
- Едмонтон (англ. Edmonton), Альберта, Канада
- Белу-Оризонті (порт. Belo Horizonte), Бразилія
- Торонто (англ. Toronto), Онтаріо, Канада
- Порту-Алегрі (порт. Porto Alegre), Бразилія
- Анталья (тур. Antalya), Туреччина